# Mitsuru Numai
Mitsuru Numai (沼井充 Numai Mitsuru?) es un personaje de la novela Battle Royale. En la película y el manga tiene el mismo nombre. En la película el personaje fue interpretado por Yousuke Shibata.

## Descripción
Mitsuru había sido un matón desde la escuela primaria; había crecido en una familia ordinaria y no era particularmente brillante ni mostraba alguna cualidad destacable, por lo que razonaba que pelear era la mejor manera de resaltar; aun así no era alguien innecesariamente cruel, según Yumiko Kusaka aunque Mitsuru actuaba como si fuera un tipo duro, realmente no parecía tan malo y siempre se portaba bien con las mujeres, de la misma forma él recuerda como siempre debía detener a Ryuhei Sasagawa y sus brutales abusos hacia Yoshio Akamatsu. 
Para él la fuerza era la única norma válida por la que era posible regirse, por ello desde la primaria se esforzó para forjarse una reputación como el más rudo y fuerte acabando con cualquiera que pudiera ser un oponente y así mostrarse como el mejor. Sin embargo esta filosofía no era solo una forma de señalarse a sí mismo como superior al resto sino para él era una regla del mundo y por lo mismo no tuvo inconvenientes en reconocer a Kiriyama como su líder y volverse un leal seguidor al comprobar que era superior a él en fuerza e inteligencia ya que según la mentalidad de Mitsuru, este era el orden natural en que debían funcionar las cosas.

## Antes del juego
En su primer día de secundaria, se enfrentó a quienes se le opusieran para dejar en claro al resto que era el más fuerte y quien dominaba el colegio. Tras haber derrotado a tres muchachos que lo desafiaron Mitsuru fue sorpresivamente acorralado en el patio tras el salón de arte por cuatro matones de tercer año que comenzaron a golpearlo por diversión. Aunque enfrentándolos individualmente hubiese podido derrotarlos fue superado por cantidad y tras un par de golpes perdió sus dientes frontales, uno de los muchachos le rompió los dedos índice y medio con el pie, lo que hizo que Mitsuru llegara a olvidar su orgullo y suplicar; sin embargo, antes que pudieran continuar, Kazuo Kiriyama, quien se había colado al salón de arte para pintar, salió y les llamó la atención por el ruido. Los estudiantes de tercer año intentaron pelear con Kazuo, pero en un par de segundos los acabó sin esfuerzo.
En el manga, los eventos ocurren con ciertas diferencias. El primer día de clases Mitsuru propinó una golpiza a Ryuhei Sasagawa en la biblioteca para hacerse una reputación como el más fuerte, sin embargo tres alumnos de tercer año lo acorralaron y golpearon de forma similar a la novela hasta que fueron interrumpidos por Kiriyama, quien les llamó la atención porque el ruido interrumpía su lectura; los tres matones intentaron atacarlo, pero el joven rápidamente los lesionó de gravedad golpeándolos con el lomo de la enciclopedia de anatomía que estudiaba. Cuando Mitsuru le preguntó cuan fuerte era para acabar con semejantes rivales así, Kiriyama señaló que simplemente golpeó los lugares del cuerpo que, según leyó en la enciclopedia, eran más frágiles.
Mitsuru estaba asombrado y desde ese momento, quería servir a Kazuo y tratarlo como a un rey, después, convirtió a Kazuo en el líder de una pandilla que llegaría a ser conocida como "La familia Kiriyama". Poco tiempo después Mitsuru insistió en hacerle un nuevo peinado a Kazuo, engominado hacia atrás, quien lo mantendría así convirtiéndose en uno de sus rasgos distintivos y para Mitsuru esto simbolizaba lo cerca que estaban. Mitsuru se volvió un incondicional seguidor de Kiriyama y exigía que el resto de la pandilla, a quienes veía como incapaces de comprender la grandeza de Kiriyama, lo trataran con el respeto y veneración que creía merecía; esto lo llevaba a constantes discusiones con Sho Tsukioka, a quien le gustaba dirigirse a su líder de manera informal para molestar a Mitsuru.

## En el juego

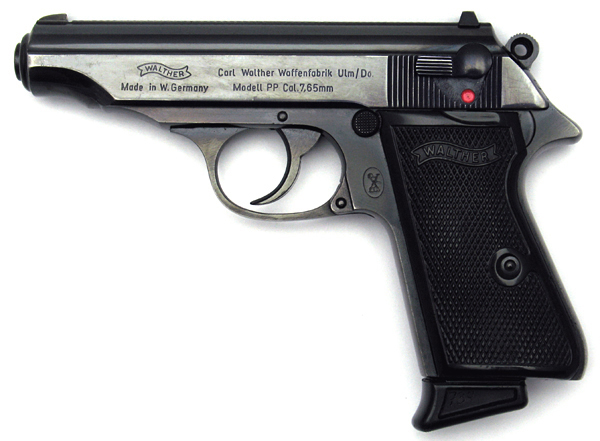
La pistola Walther PPK fue el arma asignada a Mitsuru durante el programa.

En el colegio de la isla, antes de salir, Mitsuru y el resto de la pandilla recibieron notas de Kiriyama donde les indicaba que se reunieran con él en el extremo sur de la isla. Creyendo ciegamente en su líder Mitsuru se dirigió al área; fuera del colegio vio los cadáveres de Mayumi Tendo y Yoshio Akamatsu y en el camino, vio a Yoji Kuramoto entrar al área residencial. Sus expectativas, al igual que las de todos los que conocían a la Familia Kiriyama, le hacían estar seguro de que era imposible que alguno intentara matar al resto u optara por jugar, por lo que estaba convencido de que Kazuo los había convocado para acabar con Kinpatsu Sakamochi y sacarlos vivos de la isla.
Mitsuru finalmente llegaría al lugar y se encontraría con Kiriyama solo para descubrir que había asesinado a Ryuhei Sasagawa, Hiroshi Kuronaga y a Izumi Kanai. La fe ciega en su líder lo hizo dar por sentado que la explicación obvia era que Ryuhei y Hiroshi se habían dejado llevar por el miedo y atacaron a Kazuo, obligándolo a defenderse, sin embargo tras unos minutos tuvo que descartar esta teoría al ver el cadáver de Izumi y que Sho Tsukioka, el más receloso de la pandilla, había evitado la reunión. Kiriyama finalmente le explica que nunca ha entendido las emociones humanas al punto que en ocasiones no sabe si algo está bien o mal, por lo que tras asesinar a Izumi decidió arrojar una moneda para ver si se oponía o participaba en el Programa.
Mientras que la novela y el manga relatan los sucesos de forma similar, en la película Mitsuru y la pandilla se encontraban reunidos en los arrecifes cuando Kiriyama se encuentra con ellos y, acusándolo de ser un espía del profesor Kitano, lo enfrentan confiados porque son cinco y Kazuo está desarmado.

## Destino
Tanto en la novela como en el manga después que Kazuo explica que todo le es irrelevante Mitsuru finalmente acepta lo que estaba pasando e intenta disparar con su Walther PPK a Kiriyama, quien había recibido un cuchillo como arma asignada, sin embargo, el muchacho había escondido la Ingram de Ryuhei bajo su chaqueta y acribilló a Mitsuru antes que pudiera levantar su pistola; Mitsuru notó cuatro agujeros del tamaño de un dedo repartidos desde su pecho hasta su estómago y en su espalda dos agujeros de salida del tamaño de una lata que lo hicieron caer al suelo tras unos momentos, Kiriyama se acercó y tocó el cuerpo, no por una respuesta emocional, las cuales era incapaz de sentir, sino porque pensaba que quizás no estaría de más saber cómo el cuerpo humano reaccionaba después que le disparaban.
En la película, tras emboscar a Kiriyama junto a su pandilla se disponen a matarlo, pero el muchacho sin esfuerzo se apodera de la Uzi de Ryuhei y los masacra rápidamente tras lo cual toma sus armas y sigue su camino.